# دون بيري (طبال)
دون بيري (بالإنجليزية: Doane Ethredge Perry)‏ هو طبال أمريكي، ولد في 16 يونيو 1954 في ماونت كيسكو في الولايات المتحدة.

## وصلات خارجية
- دون بيري على موقع ميوزك برينز (الإنجليزية)
- دون بيري على موقع أول ميوزيك (الإنجليزية)
- دون بيري على موقع ديسكوغز (الإنجليزية)